# Kalga
Con il termine Kalga (in ucraino Калга?, in russo Калга?,in tataro di Crimea qalğa, in arabo كالغا‎?, in turco kalgay, in georgiano კალგა?) si intende il funzionario di rango più alto dopo il khan nella gerarchia del Khanato di Crimea.
Corrispondente al Tenente Generale Il titolo di kalga fu introdotto nel 1486 da Meñli I Giray per suo figlio Mehmed Giray al fine di stabilire un fermo ordine di successione al trono. In precedenza, il potere nell'Orda d'Oro veniva ereditato da un membro anziano della famiglia del khan, il che portava a conflitti senza fine. Questa potrebbe essere stata l'intenzione di Mengli, ma nei regni successivi il titolo di khan andava solitamente a uno dei parenti del khan senza molto riguardo a chi fosse stato kalga. Il khan, il kalga e il nureddin erano sempre membri del clan Giray. Fin dall'inizio i khan furono confermati dal sultano ottomano ma dal XVII secolo vennero sempre più installati e rimossi dai turchi.
Il successore del Khan di Crimea o un membro fidato della famiglia del Khan era nominato alla carica di kalga. In caso di morte del khan, il kalga governava il paese fino alla nomina di un nuovo monarca. Era anche il comandante in capo dell'esercito se il khan non andava in guerra personalmente. Il kalga aveva una residenza a Simferopoli, all'epoca conosciuta come Aqmescit, e governava la città di Belogorsk, all'epoca conosciuta come Karasubazar, e i suoi dintorni.

## Altri titoli del Khanato di Crimea
- Il nureddin (Nur al-Din) era il terzo di rango dopo il khan e il kalga. Questo titolo fu introdotto nel 1578 o 1579 da Mehmed II Giray. Come il kalga, era normalmente un parente stretto del khan. La sua residenza ufficiale era a Bakhchisarai e aveva i suoi funzionari, ma non tanti quanto i suoi superiori. Il nureddin era talvolta ufficiosamente associato al clan Mansur nella parte nord-occidentale della penisola simile alla steppa e quindi con i nomadi della steppa, proprio come il kalga era talvolta ufficiosamente associato al clan Shirin a est e quindi con i turchi a Kaffa.
- L'Or-Beg era il governatore di Perekop. Howorth lo definisce il terzo dignitario dello stato, ma il titolo è difficile da trovare prima del 1690 circa.
- I Beg (Bey) erano i capi dei clan di Crimea.
- Mirza era un titolo usato da alcuni capi Nogai.
- I Serasker (Serraschieri) erano agenti della Crimea nelle orde Nogai, in particolare Budjak e Kuban. Il titolo appare per la prima volta forse intorno al 1700.
- Sultan era un titolo onorifico a volte assegnato ai membri del clan Giray nelle fonti turche.